# Невска маскарадна мачка
Невска маскарадна мачка (ру. Невская маскарадная кошка) јесте врста или подврста дугодлаке домаће мачке која потиче из Русије. То је сестринска врста или варијанта сибирске мачке, вековима старе руске расе.
Верује се да је Невска маскарадна мачка настала укрштањем сибирске мачке са азијским мачкама, као што су сијамске или тајландске, или можда сродним мачкама, као што су шарене персијске мачке. Неки регистри мачака је класификују  као колорпоинт сорту или подрасу сибирске мачке, док други сматрају да је то засебна сестринска раса. Без обзира на своју класификацију, све мачке ове расе се данас селективно узгајају и добијају педигре у свим већим организацијама одгајивача мачака.
Ова мачка има карактеристичне плаве очи и тамне тачке по делу. Уши су средње величине, широке су у дну и заобљене на врху. То је средње до велика, мишићава дугодлака раса са густим репом. Осим очигледних сличности са сибирском мачком, мачка има сличности са норвешком шумском мачком, као и са другим шареним дугодлаким мачкама, као што су бирманска, хималајска и рагдола.
Назив Невска потиче од Неве, реку у Санкт Петербургу, где је врста наводно настала.

## Тело
Ово је снажна и крупно грађена мачка, са снажним задњим ногама и великим, заобљеним шапама. Њихов жбунасти реп је средње дужине и нешто краћи од дужине трупа. Дужина тела варира од средњег до великог. Невске имају чврст торзо у облику бурета и здепастију грађу од других мачака. Општа особина изгледа тела је заобљеност.
Задње ноге су им нешто дуже од предњих. Овај облик и снага њихових задњих ногу доприносе високој агилности и омогућавају им да скачу изузетно високо.
Невска маскарадна мачка се развијају прилично споро, достижући потпуно зрело тело са око пет година. Женке су знатно мање од мужјака. Одрасле јединке су просечно тешке између 4,5 и 9 килограма.